# Free Studio
Free Studio is een freewareverzameling van multimediaprogramma's ontwikkeld door DVDVideoSoft die verschillende toepassingen in één programma bundelt. De programma's zijn zowel samen verkrijgbaar in één geïntegreerd pakket als elk afzonderlijk. De eerste versie werd uitgebracht op 1 juli 2008.

## Overzicht
Free Studio bestaat uit 48 programma's, gegroepeerd in acht secties: YouTube, MP3 & Audio, CD-DVD-BD, DVD & Video, Foto & Afbeeldingen, Mobiele Apparaten, Apple-apparaten en 3D. De sectie Mobiele Apparaten is de grootste categorie met 12 verschillende applicaties. Hierna volgt DVD & Video met 10 programma's. De sectie YouTube, in het bijzonder de downloadprogramma's voor YouTube, is echter populairder bij gebruikers.

## Technische mogelijkheden
De YouTubesectie bevat gereedschappen om YouTube-video's te downloaden zodat ze afgespeeld kunnen worden op pc, iPod, PSP, iPhone of BlackBerry, om audio te extraheren uit YouTubevideo's, om YouTubevideos op dvd te branden en om naar YouTube en/of Facebook te uploaden.
De gratis YouTube-MP3-converter staat in de top vijf van populairste toepassingen in de het computertijdschrift CHIP.
De sectie MP3 & Audio bevat programma's die het ene audioformaat omzetten in het andere, audiobestanden converteren naar Flash voor publicatie op een website, audio extraheren uit video's, audiobestanden bewerken en cd's rippen en branden.
De programma's om bestanden en mappen naar schijven te branden, om video's naar dvd-formaat en vice versa om te zetten, cd's te branden en om audio-cd's om te zetten naar mp3-bestanden zijn te vinden in de sectie CD-DVD-BD.
De sectie DVD & Video bevat software die als taak heeft video's te converteren van en naar verschillende formaten, om videobestanden naar Flash om te zetten (voor publicatie op een website) en om video's te spiegelen, roteren en bijsnijden.
De sectie Foto & Afbeeldingen bevat programma's voor afbeeldingenconversie en -herschaling, het extraheren van JPEG-frames uit video's, het opnemen van schermactiviteiten en het maken van screenshots.
De hulpmiddelen die video's omzetten naar formaten zodat ze afgespeeld kunnen worden op verschillende apparaten zoals de BlackBerry, HTC, LG-telefoons, Sony Ericsson, Nintendo, Xbox en Motorola-telefoons zijn ondergebracht in de categorie Mobiele Apparaten.
Programma's die dezelfde functie verrichten voor Apple-apparaten, zijnde de iPod, iPhone, iPad en Apple TV, zijn te vinden in de categorie Apple Apparaten.
De 3D-sectie bestaat uit programma's om 3D-films en 3D-afbeeldingen te maken.

## Ondersteunde formaten
Videoformaten:
Input.avi; .ivf; .div; .divx; .mpg; .mpeg; .mpe; .mp4; .m4v; .wmv; .asf; .webm; .mkv; .mov; .qt; .ts; .mts; .m2t; .m2ts; .mod; .tod; .vro; .dat; .3gp2; .3gpp; .3gp; .3g2; .dvr-ms; .flv; .f4v; .amv; .rm; .rmm; .rv; .rmvb; .ogv; DVD-Video
Output.mp4; .wmv; .avi; .mkv; .webm; .flv; .swf; .mov; .3gp; .m2ts; DVD-Video
Audioformaten:
Input.mp3; .wav; .aac; .m4a; .m4b; .wma; .ogg; .flac; .ra; .ram; .amr; .ape; .mka; .tta; .aiff; .au; .mpc; .spx; .ac3; audio cd
Output.mp3; .m4a; .aac; .wav; .wma; .ogg; .flac; .ape; audio cd
Afbeeldingsformaten:
Input.jpg, .png, .bmp, .gif, .tga
Output.jpg, .png, .bmp, .gif, .tga, .pdf

## Betrouwbaarheid
DVDVideoSoft garandeert dat geen enkel gratis programma dat aangeboden wordt spyware of adware bevat.
De programma's zijn getest en goedgekeurd door respectabele websites, zoals CHIP Online, Tucows, SnapFiles, Brothersoft en Softonic en hebben prijzen gewonnen op diezelfde websites.

## Ondersteunde besturingssystemen
Free Studio werkt op Windows XP en hoger. Als de aanwezige versie van .NET Framework niet voldoet aan de minimale vereisten, dan stelt de installatie-assistent voor om de nieuwste versie te downloaden van de website van Microsoft.

## Kritiek
Free Studio is berucht om de installatie van een werkbalk en zoekmachine. (Dit kan vermeden worden door het afvinken van enkele selectievakjes tijdens de installatie.)

## De ontwikkelaar
Het DVDVideoSoft-project werd opgestart in 2006. De oprichters verspreidden aanvankelijk partnersoftware waarvoor betaald moest worden, maar na enige tijd begonnen ook hun eigen producten op de website te verschijnen. Het eerste programma, Free YouTube Download, werd onmiddellijk populair bij YouTube-gebruikers. Dit succes was voor DVDVideoSoft een aanmoediging om nog meer YouTube-toepassingen te maken. Later begon het bedrijf ook andere soorten toepassingen te maken omdat gebruikers hierom vroegen. Tegenwoordig vernieuwt DVDVideoSoft zijn software en brengt het nieuwe producten uit in samenspel met de levendige discussies en gebruikerscommentaren op het forum van het bedrijf.